# Нарышкин, Кирилл Михайлович (дипломат)
Кирилл Михайлович Нарышкин (1854—1921) — российский дипломат, действительный статский советник (1901), камергер (1892), шталмейстер (1902).

## Биография
Единственный сын генерал-лейтенанта Михаила Кирилловича Нарышкина (1825—1890) от его брака (11.11.1853) с фрейлиной Люцией Карловной Штрандман (1832—1895), дочерью Карла Густавовича Штрандмана. Родился 10 сентября 1854 года[по какому календарю?].
Закончил Пажеский корпус в 1872 году, был камер-пажом Александра II, затем поступил на службу в Петровскую гвардейскую бригаду, но 1 октября 1874 года вышел в отставку, а уже 14 октября поступил на службу в Министерство иностранных дел. Более 20 лет служил в российском посольстве во Франции: в 1877 состоял при посольстве, в 1878 — 2-й, в 1893 — 1-й секретарь, в 1898 — советник посольства. В 1885 году получил звание камер-юнкера, в 1892 — камергера. Был произведён в действительные статские советники 1 апреля 1901 года. С 1902 года — шталмейстер.
С 1904 по 1906 годы был министр-резидентом в Ватикане.
С 1906 по 1910 год был послом Российской империи при Вюртембергском дворе. В этот период о нём сохранилось такое воспоминание Ю. Я. Соловьёва:
«Нарышкин за время своего более чем двадцатилетнего пребывания в Париже, где он прошел всю свою карьеру, сделался если не настоящим французом, то во всяком случае парижанином и смотрел на все остальные посты в Европе и, несомненно, на Штутгарт как на своего рода печальное недоразумение. Этого он, к сожалению, не считал нужным скрывать от местных правительственных и общественных кругов, что, конечно, их очень коробило. В результате получалось необыкновенное положение. Русский посланник как бы существовал для того, чтобы оскорблять национальное самолюбие немцев. Я помню, как Нарышкин представлял меня вюртембергскому первому министру и министру иностранных дел умному и тонкому старику фон Вейдзекеру. Войдя в кабинет министра и говоря с ним по-французски с парижским акцентом, он заметил: "Однако и жарко же у вас, господин министр. Неужели вы занимаетесь здесь разведением кофе?" А затем, не дожидаясь ответа министра, подошел к окну и открыл его. Пользуясь этим моментом, Вейдзекер успел мне шепнуть: "Как видите, у нас здесь не стесняются"»
В 1910 году был назначен чрезвычайным посланником и полномочным министром посольства России в Швеции. 22 октября 1911 года вышел в отставку и поселился в Париже. После начала Первой мировой войны с женой и двумя дочерьми вернулся в Россию.
По воспоминаниям А. А. Игнатьева, Нарышкин был оригиналом :

При знакомстве с ним прежде всего бросалась в глаза его неприглядная внешность; заросшее волосами лицо, подслеповатые глаза. Но с первых же слов в нем чувствовался высоко культурный человек, гордящийся своей родиной, своим происхождением, тонко воспитанный дипломатией... Когда произошла революция и семья собиралась вернуться в Париж, Кирилл Михайлович не пожелал её сопровождать. Поняв гибель своего класса, он не хотел стать эмигрантом, взял свою любимую толстую трость — и вышел пешком из Москвы в неизвестном направлении. Он, видимо, хотел умереть на родной земле. Так кончил жизнь старый русский парижанин.

## Награды
российские
- орден Св. Анны 2-й ст. (1888)
- орден Св. Владимира 3-й ст. (1896)
- орден Св. Станислава 1-й ст. (1905)
- орден Св. Анны 1-й ст. (1909)

иностранные
- черногорский орден князя Даниила I 3-й ст. (1891)
- болгарский орден «За гражданские заслуги» 2-й ст. (1896)
- французский орден Почётного легиона, большой офицерский крест (1904)
- прусский орден Короны 2-й ст. со звездой (1909)
- вюртембергский орден Фридриха, большой крест (1910)
- папский орден Святого Григория Великого, большой крест (1910)
- орден шведской Полярной звезды 1-й ст. (1911)

## Семья
Был женат на своей двоюродной сестре Софье Николаевне Нарышкиной (10.10.1860 — ?), дочери Николая Кирилловича Нарышкина от брака с Софьей Дмитриевной Селезневой. Их дочери — Наталья (31.10.1886—31.06.1957; в замужестве Сомова) и Анна (03.07.1890—?).